# ديانا ويست
ديانا ويست (بالإنجليزية: Diana West)‏ هي صحفية وكاتبة العمود ومؤلفة أمريكية، ولدت في 8 نوفمبر 1961 في هوليوود في الولايات المتحدة.